# Attagenus jacobsoni
Attagenus jacobsoni es una especie de coleóptero de la familia Dermestidae.

## Distribución geográfica
Habita en Irán Siria y Tayikistán.